# WWE・ロウ

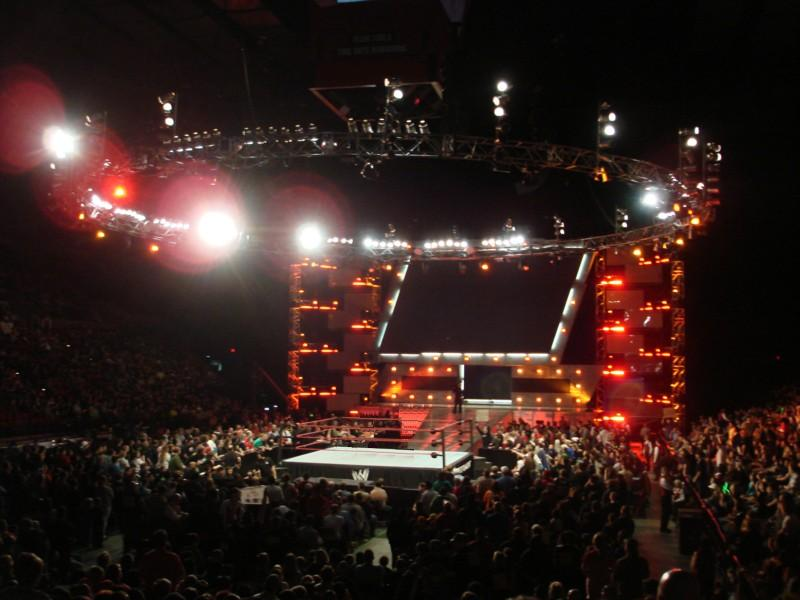
2006年頃のセット

RAW（ロウ）は、WWEが毎週放送しているテレビ番組。SmackDownと共にWWEの看板レギュラー番組。「RAW」は「（食材などが未調理の）生の状態」を意味する。番組のイメージカラーは赤。
1993年1月11日からスタートしてアメリカで最も長く続いているウィークリー番組。試合内容よりストーリーを重視している。SmackDownが現地会場で収録した映像ソースに編集を加える録画放送形式を取っているのに対して、RAWは基本的にレギュラー番組の中で唯一の生放送の形式を取っているのが特徴であった（SmackDownも2016年7月以降はSmackDown LIVEとして生放送を基本としている）。

## 歴史
1993年1月11日、WWFの看板番組としてニューヨークのマンハッタン・センターのグランドボールルームからの生放送でスタートする。アメリカでの放送時間が月曜日の夜であったことから、番組名は「Monday Night RAW」であった。1995年には当時WWFが競っていたライバル団体、WCWのエリック・ビショフが中心となって、裏番組「Monday Nitro」をスタートさせ、両番組は激しい視聴率合戦を繰り広げ、Monday Night Warなどと呼ばれた。
1997年からWWFはファミリー路線から一転してアティテュード路線に番組内容を大幅転換する（これに伴い、番組名を「RAW IS WAR」へと変更）。路線転換直後は苦戦を強いられていたが、次第に形勢を巻き返すようになり、1998年には、これまで視聴率で負け続けていたRAW IS WARが初めてWCWのマンデー・ナイトロの視聴率を上回った。
1999年からはSmackDownがスタートし、WWFの2枚看板となる。この時点では、SmackDown!とRAWは同じストーリーが展開されていた。2001年3月には経営的に圧倒的に有利になったWWFがWCWを買収し、ここに長年の視聴率戦争が終息を迎えることとなる。なお、WCWの終焉に際してはMonday NitroにWWF副会長のシェイン・マクマホンが登場、番組中にWWFがWCWを買収したとの事情説明を行い、全世界に衝撃を与えた。ここに "企業" としてのWCWは滅亡したものの、それまでWCWに属していたレスラー達の多く（ブッカーT、ダイヤモンド・ダラス・ペイジなど）はWWFに雇われ、6月以降に展開されるWCW / ECW連合軍（アライアンス）によるWWF侵略ストーリー を介してWWFファンの前にも姿を表し、11月のSurvivor Seriesまでの間、WWF所属選手と抗争を繰り広げる。9月にアメリカ同時多発テロ事件に配慮し番組名を「RAW IS WAR」から「RAW」へと変更する。
2002年3月26日にRAWとSmackDownの間に番組分割が実施される。共通のストーリーが展開されていた両番組が、以後は基本的にそれぞれで異なるストーリーが展開されるようになる。この時、同時に行われたドラフトにWWFに所属する大半のスーパースターが対象とされ、一部の例外 を除き、各々はRAWとSmackDown!のいずれかの専属スターとなり、番組毎に異なる特色を持つ2リーグ制がスタートした。これに伴って各番組毎に、番組統括役としてゼネラルマネージャーが設定された。初代ゼネラルマネージャーはRAWがリック・フレアー、SmackDownがビンス・マクマホン、4月1日番組分割・ドラフト後、最初のRAW。ロゴの変更に加え、番組セットが変わり、巨大スクリーンが従来の長方形から平行四辺形になった。（SmackDownは変わらずそのまま）5月にWWFがWWEと改名し、「WWE RAW」として進行していく。
2009年現在ではHD放送が始まり、番組セットも2002年当時から大幅に変えられている。
2011年9月12日より、番組名を「RAW SuperShow」に変更。
2012年7月23日の放送で1000回を迎えた。これに伴い番組名を「RAW」に戻したほか、同時にそれまで2時間だった放送時間を3時間に拡大した。（現在はECWの終了後、2010年2月23日から放送されていたNXTが2012年8月よりFCWと合体してNXTレスリングとして始動し、数名をRAW、SmackDown!に輩出している。また、RAW、SmackDown!番組間の区別は無くなり、中堅のスターさえもが垣根を越えて様々な番組に出演する光景がよく見られるようになっている。）
2016年7月より再びSmackDown（分割後は「SmackDown LIVE」）とブランド分割され、ヒース・スレイターら無所属の数名を除いてそれぞれのスターがもう片方のブランドに登場することはなくなった。ただし、SmackDown LIVEと同日に放送されている「WWE 205 Live」のスターはRAWへも出演している。
2020年3月12日から新型コロナウイルスの世界的大流行によりオーランドのWWEパフォーマンスセンターで無観客で収録・放送され、8月21日からはアムウェイ・センターに、12月14日からはトロピカーナ・フィールドにそれぞれ拠点を移し、無観客で放送していたが、2021年7月から有観客興行は再開している。
USAネットワークで放送されている「RAW」は2023年まで放映権契約を更新している。
2024年1月23日、Netflixが2025年1月よりアメリカ等での独占配信権を獲得したことを発表。このため、以降の番組はネット配信の形態に移行し、テレビ放送は2024年末で終了することになった。

## タイトルホルダー
| タイトル                          | 保持者                       |
| --------------------------------- | ---------------------------- |
| 世界ヘビー級王座                  | グンター                     |
| 女子世界王座                      | イヨ・スカイ                 |
| 世界タッグ王座                    | フィン・ベイラー、JDマクドナ |
| WWEインターコンチネンタル王座     | ドミニク・ミステリオ         |
| WWE女子インターコンチネンタル王座 | ベッキー・リンチ             |

## 所属選手（スーパースター）

### 男子選手
- AJスタイルズ（AJ styles）
- 戸澤陽（Akiri Tozawa）
- オースティン・セオリー（Austin Theory）
- ブロン・ブレイカー（Bron breakker）
- ブロンソン・リード（Bronson Reed）
- ブルータス・クリード（Brutus Creed）
- チャド・ゲーブル（Chad Gable）
- CMパンク（CM Punk）
- クルズ・デル・トロ（Cruz del Toro）
- ドミニク・ミステリオ（Dominik Mysterio）
- ドラゴン・リー（Dragon Lee）
- エル・グランデ・アメリカーノ（El Grande Americano）
- フィン・ベイラー（Finn Balor）
- グレイソン・ウォーラー（Grayson Waller）
- グンター（Gunther）
- イリヤ・ドラグノフ（Ilya Dragunov）
- アイバー（Ivar）
- JDマクドナ（JD McDonough）
- ジェイ・ウーソ（Jey Uso）
- ジュリアス・クリード（Julius Creed）
- コフィ・キングストン（Kofi Kingston）
- ローガン・ポール（Logan Paul）
- ルートヴィヒ・カイザー（Ludwig Kaiser）
- オーティス（Otis）
- ペンタ（Penta）
- ピート・ダン（Pete Dunne）
- レイ・ミステリオ（Rey Mysterio）
- ルセフ（Rusev）
- セス・ロリンズ（Seth Rollins）
- シェイマス（Sheamus）
- タイラー・ベイト（Taylor Bate）
- エグゼビア・ウッズ（Xavier Woods）

### 女子選手
- アスカ（Asuka）
- ベイリー (プロレスラー)（Bailey）
- ベッキー・リンチ（Becky Lynch）
- アイビー・ナイル（Ivy Nile）
- イヨ・スカイ（Iyo Sky）
- カイリ・セイン（kairi Sena）
- リヴ・モーガン（Liv Morgan）
- ライラ・ヴァルキュリア（Lyra Valkyrie）
- マキシン・デュプリ（Maxine Dupri）
- ナオミ（Naomi）
- ナタリア（Natalia）
- ニッキー・ベラ（Nikki Bella）
- リア・リプリー（Rhea Ripley）
- ロクサーヌ・ペレス（Roxanne Perez）
- ゾーイ・スターク（Zoey Stark）

### ユニット・チーム
- アルファ・アカデミー（戸澤陽、オーティス、マキシン・デュプリ）
- A-タウン・ダウン・アンダー（オースティン・セオリー、グレイソン・ウォーラー）
- ザ・ビジョン（セス・ロリンズ、ブロン・ブレイカー、ブロンソン・リードwithポール・ヘイマン）
- アメリカン・メイド（チャド・ゲーブル、ブルータス・クリード、ジュリアス・クリード、アイビー・ナイル）
- ジャッジメント・デイ（フィン・ベイラー、JDマクドナ、カリート、ドミニク・ミステリオ、リヴ・モーガン、ラケル・ロドリゲス）
- LWO（レイ・ミステリオ、ドラゴン・リー、クルズ・デル・トロ）
- ウォー・レイダーズ（アイバー、エリック）
- ニュー・デイ（コフィ・キングストン、エグゼビア・ウッズ）
- カブキ・ウォリアーズ（アスカ、カイリ・セイン）

## ゼネラルマネージャー
SmackDown同様、RAWにも番組の最高責任者としてマッチメーク権などをもつという役のゼネラルマネージャーが置かれていたが、2018年12月で廃止となった。かつてWWEを苦しめたWCWの経営者であるエリック・ビショフが長期にわたり就任していたのがRAWの特徴である。以下は歴代のGM一覧である（カッコ内は就任期間）。正確にはビショフが初代ゼネラルマネージャーであり、リック・フレアーとビンス・マクマホンは番組オーナーであったが併記する。
- リック・フレアー（2001年11月9日 - 2002年6月10日）
- ビンス・マクマホン（2002年6月10日 - 2002年7月15日）
- エリック・ビショフ （2002年7月15日 - 2005年12月5日）ビンスによりクビにされる。
- ジョナサン・コーチマン（2007年6月11日 - 2007年8月6日）（2006年9月頃から一時代行としてGMに就く ）
- ウィリアム・リーガル（2007年8月6日 - 2008年5月19日）薬物規定違反による謹慎により、職務打ち切り。のちにレスラーとして復帰
- マイク・アダムル（2008年7月19日 - 2008年11月3日）ECWのアナウンサーだったが、シェインによって指名される。後に辞職。
- ステファニー・マクマホン&シェイン・マクマホン（2008年11月3日 - 2008年11月24日、2016年5月2日 - 2016年7月11日）ビンスから使命を受け、就任。共同GM。
- ステファニー・マクマホン（2008年11月24日 - 2009年4月6日）ヴィッキーのRAW移籍、GM就任より辞任。
- ヴィッキー・ゲレロ（「2009年4月6日 - 2009年6月8日、2012年10月22 - 2013年6月8日）退団による辞任。以降ヴィッキーが事実上の代理を務める。Managing Supervisorなる役職に就く。WWEアプリのファン投票により解雇。
- ブレット・ハート（2010年5月24日 -2010年6月21日）ビンスによって解任、番組には残る。
- 謎のGM（2010年6月21日 -2011年7月18日）正体不明。身の安全のため、パソコン越しのメールによって指示がだされていた。
- ジョン・ロウリネイティス（2011年10月10日 - 2012年6月17日）トリプルHの監督責任が問われ、ビンスにより臨時のGMに就任。2012年4月から、SmackDownのゼネラルマネージャーを兼任。2012年6月17日のノー・ウェイ・アウトで解雇。
- 2012年6月18日から7月9日まではミック・フォーリー、ヴィッキー・ゲレロ、セオドア・ロング、謎のGMの元GM経験者が交代で臨時GMを務める。謎のGMの正体がホーンスワグルであることが明かされる。※フォーリー、ヴィッキー、ロングはSmackDownの臨時GMも兼任。
- 2012年7月16日はゼネラルマネージャー不在となる。
- AJ・リー（2012年7月23日 - 2012年10月22日）ビンスから発表される。2012年10月22日のロウで辞任を発表する。
- ブラッド・マドックス（2013年6月8日 - 2014年5月26日）ヴィッキー・ゲレロがManaging Supervisorを解雇された直後、ヴィンス・マクマホンから発表される。トリプルHにより解雇。
- ブラッド・マドックス解雇後はパソコン越しからのEメールのみの登場で、誰がGMをやっていたかは不明。
- シェイン・マクマホン（2016年4月4日 - 2016年4月25日）ビンスから指名を受け、就任。
- ミック・フォーリー（2016年7月19日 - 2017年3月20日）ステファニーにより解雇。
- カート・アングル（2017年4月3日-2018年12月17日）ビンスから指名を受け、就任。GM制の廃止により失権。
- バロン・コービン（2018年8月20日 - 2018年12月16日）カートの代理でステファニーから指名を受け、就任。RAWの巡査も兼任。後に解任。
- アダム・ピアース（2023年10月16日 - 現在）2023年10月13日のSmackDownでトリプルHから指名を受ける。[12]

以下の人物は、エリック・ビショフと共同でGMを務めたことがある人物である
- ストーン・コールド・スティーブ・オースチン（2003年4月28日 - 2003年11月16日）ビショフとのサバイバー・シリーズの対決に敗れ、辞任。
- ミック・フォーリー（2003年12月1日 - 2003年12月15日）

なお、オースチンは退任後「番組保安官」も務めている（2003年12月29日 - 2004年3月29日）
以下の人物は1日限りのゼネラルマネージャーに就任したことがある人物である。
- セオドア・ロング（2004年1月5日）
- ユージン（2004年6月5日）
- メイヴェン（2004年11月15日）
- クリス・ベノワ（2004年11月22日）
- ランディ・オートン（2004年11月29日）
- クリス・ジェリコ（2004年12月6日）

特にメイヴェンからクリス・ジェリコまでは、エリック・ビショフの長期休暇期間中の代役として、Survivor Series 2004の勝利者チームにGM代役権が与えられることになり、トリプルH、バティスタ、エッジ、ジーン・スニツキーのチームとその権利をかけて争って勝利したことへの報酬としての就任である。
- スピリット応援団（2006年5月1日）
- エリック・ビショフ（2006年11月6日）
- ドナルド・トランプ（オーナー2009年6月22日）

トランプは本来は長くオーナーを務める予定であったが、買収の余波によるWWE株価の下落（放送局がアングルを伏せて報道番組を放送したことにより、株主が予想以上に反応してしまったからと言われている）の影響により、その日のうちにビンスに買い戻される形で終了した。以降はトランプが提案したホスト制度が採用されたためGMを付けず毎週ホストを迎えることになっていたが、ジョン・ロヴィッツ（2010年5月24日）の回にブレット・ハートがGMに正式就任したのを機に、以降のゲストホストの権限は大幅に縮小され、文字通りゲストとして登場している。
- ヴィッキー・ゲレロ（2010年5月10日）（当日のゲストホストをオートンが序盤でRKOで沈めてしまった為）
- ザ・ミズ（2017年5月8日）
- ディーン・アンブローズ（2017年5月8日）
- アダム・ピアース（2023年10月16日 - ）

## ゲストホスト
- バティスタ（2009年6月29日）
- テッド・デビアス（ミリオンダラー・マン）（2009年7月6日）
- セス・グリーン（2009年7月13日）
- ZZトップ（2009年7月20日）
- シャキール・オニール（2009年7月27日）
- ジェレミー・ピヴェン＆Dr.ケン（2009年8月3日）
- サージェント・スローター（2009年8月10日）
- フレディ・プリンゼ・ジュニア（2009年8月17日）
- フロイド・メイウェザー・ジュニア（2009年8月24日）
- ダスティ・ローデス（2009年8月31日）
- ボブ・バーカー（2009年9月7日）
- トリッシュ・ストラタス（2009年9月14日）
- セドリック・ジ・エンターテイナー（2009年9月21日）
- アル・シャープトン（2009年9月28日）
- ベン・ロスリスバーガー（2009年10月5日）
- ナンシー・オデール&マリア・メノウノス（2009年10月12日）
- スヌープ・ドッグ（2009年10月19日）
- カイル・ブッシュ&ジョーイ・ロガーノ（2009年10月26日）
- オジー・オズボーン&シャロン・オズボーン（2009年11月2日）
- リッキー・ハットン（2009年11月9日）
- ロディ・パイパー（2009年11月16日）
- ジェシー・ベンチュラ（2009年11月23日）
- ヴァーン・トロイヤー（2009年11月30日）
- マーク・キューバン（2009年12月7日）
- デニス・ミラー（2009年12月14日）
- ジョニー・デイモン（2009年12月21日）
- ティンバランド（2009年12月28日）
- ブレット・ハート(2010年1月4日）
- マイク・タイソン（2010年1月11日）
- ドン・ジョンソン&ジョン・ヘダー（2010年1月18日）
- デュレ・ヒル（2010年1月25日）
- ウィリアム・シャトナー（2010年2月1日）
- カール・エドワーズ（2010年2月8日）
- ジェリー・スプリンガー（2010年2月15日）
- ジュエル&タイ・マーレ（2010年2月22日）
- チーチ&チョン（2010年3月1日）
- クリス・エンジェル（2010年3月8日）
- "ストーンコールド" スティーブ・オースチン（2010年3月15日）
- ピート・ローズ（2010年3月22日）
- ロブ・コードリー&クラーク・デューク（2010年3月29日）
- デビッド・オトゥンガ（2010年4月5日）
- デビッド・ハッセルホフ（2010年4月12日）
- ウィル・フォート&クリステン・ウィグ＆ライアン・フィリップ（2010年4月19日）
- ドラフトの為、ホストは休み（2010年4月26日）
- ウェイン・ブレディ（2010年5月3日）
- フレイヴァー・フレイヴ（2010年5月10日）
- バズ・オルドリン（2010年5月17日）
- ジョン・ロヴィッツ（2010年5月24日）ブレット・ハートがGM就任
- アシュトン・カッチャー（2010年5月31日）
- ブラッドリー・クーパー&クイントン "ランペイジ" ジャクソン&シャールト・コプリー（2010年6月7日）
- マーク・フォイヤースティン（2010年6月14日）
- ロブ・ゾンビ（2010年6月28日）
- フローレンス・ヘンダーソン（2010年7月12日）
- ジャスティン・ロング&チャーリー・デイ&ジェイソン・スイダイキス（2010年8月16日）
- チャド・オチョシンコ（2010年9月13日）
- ジョニー・ノックスビル（2010年10月4日）
- ボビー・J.トンプソン（2010年10月18日）
- トビー・キース（2010年10月25日）
- ポール・ルーベンス（2010年11月1日）
- リマ・ファキ（2010年11月29日）
- アリエル・ウィンター（2011年2月14日）
- ニコール・ ポリッツィ（2011年3月14日）
- ピットブル&マイア（2011年5月2日）
- ショーン・マイケルズ（2011年6月27日）
- ヒュー・ジャックマン（2011年9月19日）
- マペット（2011年10月31日）
- ペレス・ヒルトン（2012年1月16日）
- ジェイムズ・ロデイ（2012年3月12日）
- 三ばか大将 Chris Diamantopoulos&ショーン・ヘイズ&Will Sasso（2012年4月9日）
- シンディ・ローパー（2012年6月18日）
- チャーリー・シーン（2012年7月23日）Skypeで登場
- Jared Fogle（2012年9月17日）サンドイッチチェーンのサブウェイの広報
- ラリー・キング&Shawn King（2012年10月8日）
- Michael Strahan（2013年11月25日）
- ベティ・ホワイト（2014年2月10日）
- Aaron Paul（2014年3月3日）
- アーノルド・シュワルツェネッガー&ジョー・マンガニエロ（2014年3月24日）

## 番組テーマソング
| 曲名                     | 作詞・作曲・歌手          | 使用期間                               | Ref                  |
| ------------------------ | ------------------------- | -------------------------------------- | -------------------- |
| "Monday Night Raw"       | ジム・ジョンストン        | January 11, 1993 - March 3, 1997       | [ 13 ] [ 14 ]        |
| "Raw"                    | ジム・ジョンストン        | 1993-1995                              | [ 13 ] [ 15 ]        |
| "I Like It Raw"          | ジム・ジョンストン        | 1995                                   | [ 13 ] [ 16 ]        |
| "The Beautiful People"   | マリリン・マンソン        | March 10, 1997 - March 24, 1997        | [ 13 ] [ 17 ]        |
| "Thorn in Your Eye"      | WWE Superstars & Slam Jam | March 31, 1997 - March 25, 2002        | [ 13 ] [ 18 ] [ 19 ] |
| "We're All Together Now" | WWE Superstars & Slam Jam | March 31, 1997 - March 25, 2002        | [ 13 ] [ 20 ]        |
| "Across the Nation"      | The Union Underground     | April 1, 2002 - October 2, 2006        | [ 13 ] [ 21 ]        |
| "...To Be Loved"         | Papa Roach                | October 9, 2006 - November 9, 2009     | [ 13 ] [ 22 ] [ 23 ] |
| "Burn It to the Ground"  | Nickelback                | November 16, 2009 - July 16, 2012      | [ 13 ] [ 24 ] [ 25 ] |
| "Tonight Is the Night"   | Outasight                 | July 23, 2012 (only used for Raw 1000) | [ 13 ] [ 26 ] [ 27 ] |
| "The Night"              | Kromestatik               | July 23, 2012 - August 11, 2014        | [ 13 ] [ 28 ]        |
| "The Night" (2014 Remix) | CFO$                      | August 18, 2014 - July 18, 2016        | [ 13 ] [ 29 ]        |
| "Enemies"                | Shinedown                 | July 25, 2016 - January 22, 2018       | [ 30 ]               |
| "Born for Greatness"1    | Papa Roach                | January 29, 2018 - September, 23 2019  |                      |
| Charge Up The Power2     | Goodbye June              | January 29, 2018 - September, 23 2020  |                      |
| Legendary                | Skillet                   | September, 30 2019 - October, 12 2020  |                      |
| The Search               | NF                        | October, 19 2020 - present             |                      |

Notes
1. ^ Bold song titles denotes that the song is currently being used as the show's theme.

1. ^ Song is used during bumpers

1. ^ I Like it Raw was supposed to be on WWF Full Metal under the Name Greenwich Streets

## 日本での放送
日本ではABEMAで毎週火曜夜に日本語実況付で放送している。2022年1月までは単独番組が毎週火曜日にJ SPORTS 4で放送されて、これとは別に日本語字幕版やダイジェスト番組「Bottom Line」も放送されていた。2017年と2018年はDAZNでも放送されていた。解説は斎藤文彦、実況は週替わりで髙橋大輔、土居壮、市川勝也、新谷賢太郎が担当していた。